# Silas Songani
Silas Dylan Songani (Harare, 28 giugno 1989) è un calciatore zimbabwese, attaccante del Vestri.

## Carriera

### Club
Proveniente dall'Harare City, Songani è stato ingaggiato dai danesi del SønderjyskE a gennaio 2014. Ha esordito nella Superligaen il 21 febbraio successivo, schierato titolare nella vittoria per 0-4 sul campo del Vestsjælland: nella stessa sfida, ha trovato una delle reti in favore della sua squadra.
Il 1º settembre 2016, il SønderjyskE ha annunciato d'aver ceduto Songani in prestito al Sydvest, in 2. Division. Ha debuttato con questa casacca il 4 settembre, sostituendo Ahmed Jomaa nella sconfitta per 3-0 contro il Greve. È poi tornato al SønderjyskE per fine prestito.
Il 21 luglio 2017 è stato annunciato il suo trasferimento ai norvegesi dell'Elverum – militanti in 1. divisjon, secondo livello del campionato norvegese – con la formula del prestito. Ha esordito in squadra il 30 luglio, schierato titolare nella sconfitta casalinga per 3-4 subita contro il Florø. Il 17 settembre ha segnato la prima rete, nel 2-2 maturato sul campo del Ranheim.

### Nazionale
Conta 7 presenze per lo Zimbabwe.

## Statistiche

### Presenze e reti nei club
Statistiche aggiornate al 10 novembre 2017.
| Stagione           | Club               | Campionato         | Campionato | Campionato | Coppe nazionali | Coppe nazionali | Coppe nazionali | Coppe continentali | Coppe continentali | Coppe continentali | Supercoppe | Supercoppe | Supercoppe | Totale | Totale |
| Stagione           | Club               | Comp               | Pres       | Reti       | Comp            | Pres            | Reti            | Comp               | Pres               | Reti               | Comp       | Pres       | Reti       | Pres   | Reti   |
| ------------------ | ------------------ | ------------------ | ---------- | ---------- | --------------- | --------------- | --------------- | ------------------ | ------------------ | ------------------ | ---------- | ---------- | ---------- | ------ | ------ |
| gen.-giu. 2014     | SønderjyskE        | SL                 | 9          | 1          | CD              | -               | -               | -                  | -                  | -                  | -          | -          | -          | 9      | 1      |
| 2014-2015          | SønderjyskE        | SL                 | 26         | 5          | CD              | 4               | 1               | -                  | -                  | -                  | -          | -          | -          | 30     | 6      |
| 2015-2016          | SønderjyskE        | SL                 | 15         | 1          | CD              | 4               | 0               | -                  | -                  | -                  | -          | -          | -          | 19     | 1      |
| lug.-ago. 2016     | SønderjyskE        | SL                 | 1          | 0          | CD              | 0               | 0               | UEL                | 0                  | 0                  | -          | -          | -          | 1      | 0      |
| ago.-dic. 2016     | Sydvest            | 2D                 | 10         | 0          | CD              | ?               | ?               | -                  | -                  | -                  | -          | -          | -          | 10+    | 0+     |
| gen.-giu. 2017     | SønderjyskE        | SL                 | 2          | 1          | CD              | 0               | 0               | UEL                | -                  | -                  | -          | -          | -          | 2      | 1      |
| lug.-dic. 2017     | Elverum            | 1D                 | 13         | 2          | CN              | 1               | 0               | -                  | -                  | -                  | -          | -          | -          | 14     | 2      |
| gen.-giu. 2018     | SønderjyskE        | SL                 | 0          | 0          | CD              | 0               | 0               | -                  | -                  | -                  | -          | -          | -          | 0      | 0      |
| Totale SønderjyskE | Totale SønderjyskE | Totale SønderjyskE | 53         | 8          |                 | 8               | 1               |                    | 0                  | 0                  |            | -          | -          | 61     | 9      |
| 2018-2019          | Sydvest            | 2D                 | 22         | 12         | CD              | 0               | 0               | -                  | -                  | -                  | -          | -          | -          | 22     | 12     |
| lug.-dic. 2019     | Sydvest            | 2D                 | 10         | 1          | CD              | 1               | 0               | -                  | -                  | -                  | -          | -          | -          | 11     | 1      |
| Totale Sydvest     | Totale Sydvest     | Totale Sydvest     | 42         | 13         |                 | 1+              | 0+              |                    | -                  | -                  |            | -          | -          | 43+    | 13+    |
| Totale             | Totale             | Totale             | 108+       | 23+        |                 | 10+             | 1+              |                    | 0                  | 0                  |            | -          | -          | 118+   | 24+    |